# Paul Messier
Paul Edmond Messier (* 27. Januar 1958 in Nottingham, England) ist ein ehemaliger kanadisch-britischer Eishockeyspieler. Während seiner Karriere spielte der Center unter anderem für die Colorado Rockies in der National Hockey League sowie den ECD Iserlohn und Mannheimer ERC in der Bundesliga.

## Karriere

### Karriere in Nordamerika
Der in England geborene Paul Messier zog bereits während seiner Kindheit mit seiner Familie nach Kanada. Ab der Saison 1973/74 spielte Paul Messier in Edmonton Eishockey. Bis zur Saison 1978/79 war er in insgesamt sechs Junioren, Minor-League- und Universitätsmannschaften aktiv, so etwa bei den Tulsa Oilers in der Central Hockey League (CHL) und den Edmonton Oil Kings in der Western Canada Hockey League (WCHL), bis Scouts aus der National Hockey League (NHL) auf ihn aufmerksam wurden. Im NHL Amateur Draft 1978 wurde er von den Colorado Rockies in der dritten Runde an 41. Stelle gezogen wurde. Für die Mannschaft aus Colorado machte er allerdings nur neun Spiele, in denen er keinen Scorerpunkt erzielen konnte.
Messier musste wieder zurück in die Minor Leagues, zeigte aber hier immer wieder vielversprechende Leistungen. Bis 1983 war er erneut bei sechs Mannschaften aktiv, unter anderem bei den Birmingham Bulls in der CHL und den Moncton Alpines in der American Hockey League (AHL), für die er 27 Tore erzielen konnte.

### Karriere in Europa
Wie viele Spieler aus Kanada, denen der häufige Wechsel des Vereins nicht entgegenkam, entschloss sich Messier zu einem Wechsel nach Deutschland und spielte ab der Saison 1983/84 beim ECD Iserlohn in der Bundesliga, wo er durch starke Leistungen auf sich aufmerksam machte. Er erzielte für die Mannschaft aus Iserlohn 50 Scorerpunkte in 46 Spielen und war damit auch für die Top-Mannschaften der Liga interessant. Ein Jahr später wurde er vom Mannheimer ERC unter Vertrag genommen. Messier entwickelte sich unter Trainer Ladislav Olejník zu einem der Topscorer der Mannschaft aus Mannheim und der gesamten Liga. Er war aufgrund seiner Schnelligkeit und der Fähigkeit, den Puck sicher zu führen nur schwer von seinen Gegenspielern zu stoppen.
In der Saison 1984/85 wurde Messier zusammen mit dem Team Vizemeister, wobei er immer wieder von seinem Sturmpartner Ross Yates in Szene gesetzt werden konnte und mit 33 Toren die höchste Trefferzahl aller Mannheimer Spieler erzielte. Die Vizemeisterschaft konnte die Mannschaft in der Saison 1987/88 erneut gewinnen. Vor Dave Silk war Messier in diesem Jahr erneut Topscorer seiner Mannschaft mit insgesamt 63 Punkten. In der Saison 1986/87 erzielte er mit 42 Toren die meisten Tore aller Spieler der Liga. Nach der Saison 1989/90 wechselte Messier nach Italien zum HC Bozen in die Serie A, beendete aber nach nur zwei Spielen seine Laufbahn.

### Tätigkeiten nach der Spielerkarriere
Messier wurde nach seinem Karriereende ein Sportagent und betreute in dieser Funktion unter anderem Jarome Iginla. Von 2015 bis 2022 war er als Scout für die Edmonton Oilers aus der NHL tätig.

## Erfolge und Auszeichnungen
- 1975 Centennial-Cup-Gewinn mit den Spruce Grove Mets
- 1988 Teilnahme am All-Star-Spiel der Bundesliga

## Karrierestatistik
(Legende zur Spielerstatistik: Sp oder GP = absolvierte Spiele; T oder G = erzielte Tore; V oder A = erzielte Assists; Pkt oder Pts = erzielte Scorerpunkte; SM oder PIM = erhaltene Strafminuten; +/− = Plus/Minus-Bilanz; PP = erzielte Überzahltore; SH = erzielte Unterzahltore; GW = erzielte Siegtore; 1 Play-downs/Relegation; Kursiv: Statistik nicht vollständig)

## Familie
Messier kommt aus einer der bekanntesten Eishockeyfamilien Kanadas. Sein Vater Doug Messier war Spieler unter anderem bei den Portland Buckaroos, einer Mannschaft, die in der Western Hockey League angesiedelt war und später Trainer, unter anderem bei den Moncton Alpines einer Mannschaft der American Hockey League. Sein jüngerer Bruder Mark Messier gilt als einer der größten Eishockeyspieler aller Zeiten und gewann sechsmal den Stanley Cup. Der 270-fache NHL-Spieler John Blum ist sein Schwager. Als Neffe ist auch DEL-Spieler Luke Esposito mit Messier verwandt.